# Lucka
Lucka ist eine Kleinstadt im thüringischen Landkreis Altenburger Land.

## Geografie
Lucka liegt am Südrand der Leipziger Tieflandsbucht inmitten einer durch ausgekohlte Braunkohlentagebaue des Bornaer Reviers stark veränderten Bergbaufolgelandschaft (aufgeforstete Kippen im Norden, Westen und Osten und der Prößdorfer, Groitzscher und Haselbacher See als Tagebaurestlöcher). Im Norden wird im Tagebau Vereinigtes Schleenhain noch Braunkohle gewonnen. Im Süden der Stadt liegt das Gebiet des inzwischen rekultivierten Tagebaus Phönix-Ost, der zum Meuselwitz-Altenburger Braunkohlerevier gehört. Durch die Stadt fließen der Rainbach und die Schnauder, welche sich nördlich der Altstadt vereinigen. Lucka ist der nördlichste Ort des zu Thüringen gehörenden Altenburger Lands im Dreiländereck Thüringen–Sachsen–Sachsen-Anhalt.

### Nachbargemeinden
Angrenzende Gemeinden sind (im Uhrzeigersinn) die Stadt Regis-Breitingen mit dem Ortsteil Ramsdorf im sächsischen Landkreis Leipzig und die Stadt Meuselwitz im Landkreis Altenburger Land, Elsteraue im sachsen-anhaltischen Burgenlandkreis sowie die Stadt Groitzsch mit den Ortsteilen Maltitz, Hemmendorf, Berndorf und Nehmitz im Landkreis Leipzig.

### Stadtgliederung
Zu Lucka gehören der Stadtteil Teuritz (um 1914 mit Lucka verschmolzen), der Luckaer Forst sowie die Ortsteile Breitenhain (Eingemeindung am 1. Oktober 1922) und Prößdorf (Eingemeindung am 8. März 1994).

## Geschichte

### 12. bis 18. Jahrhundert

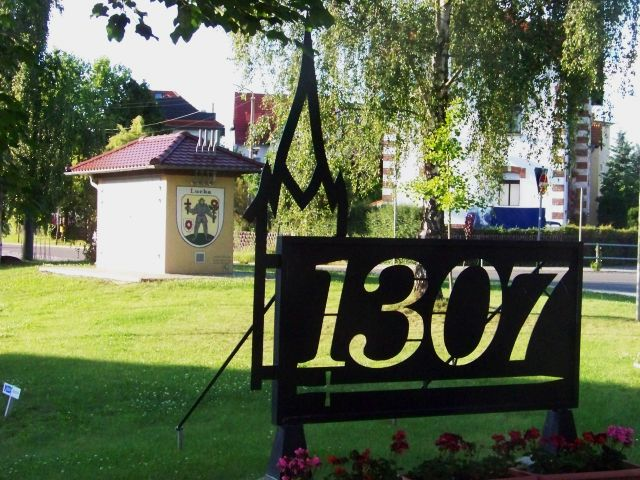
Erinnerung an die Schlacht 1307 bei Lucka

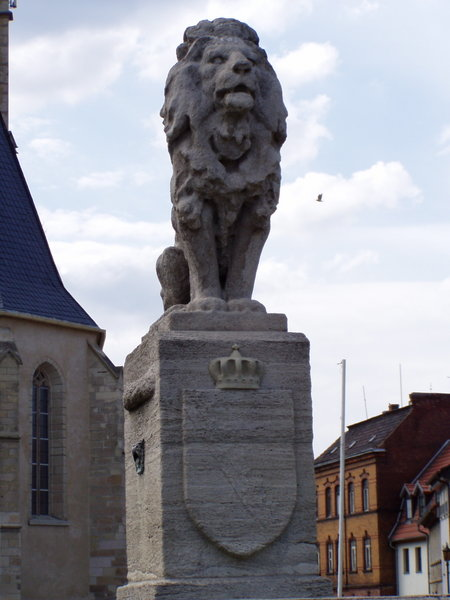
Der Wettinerbrunnen

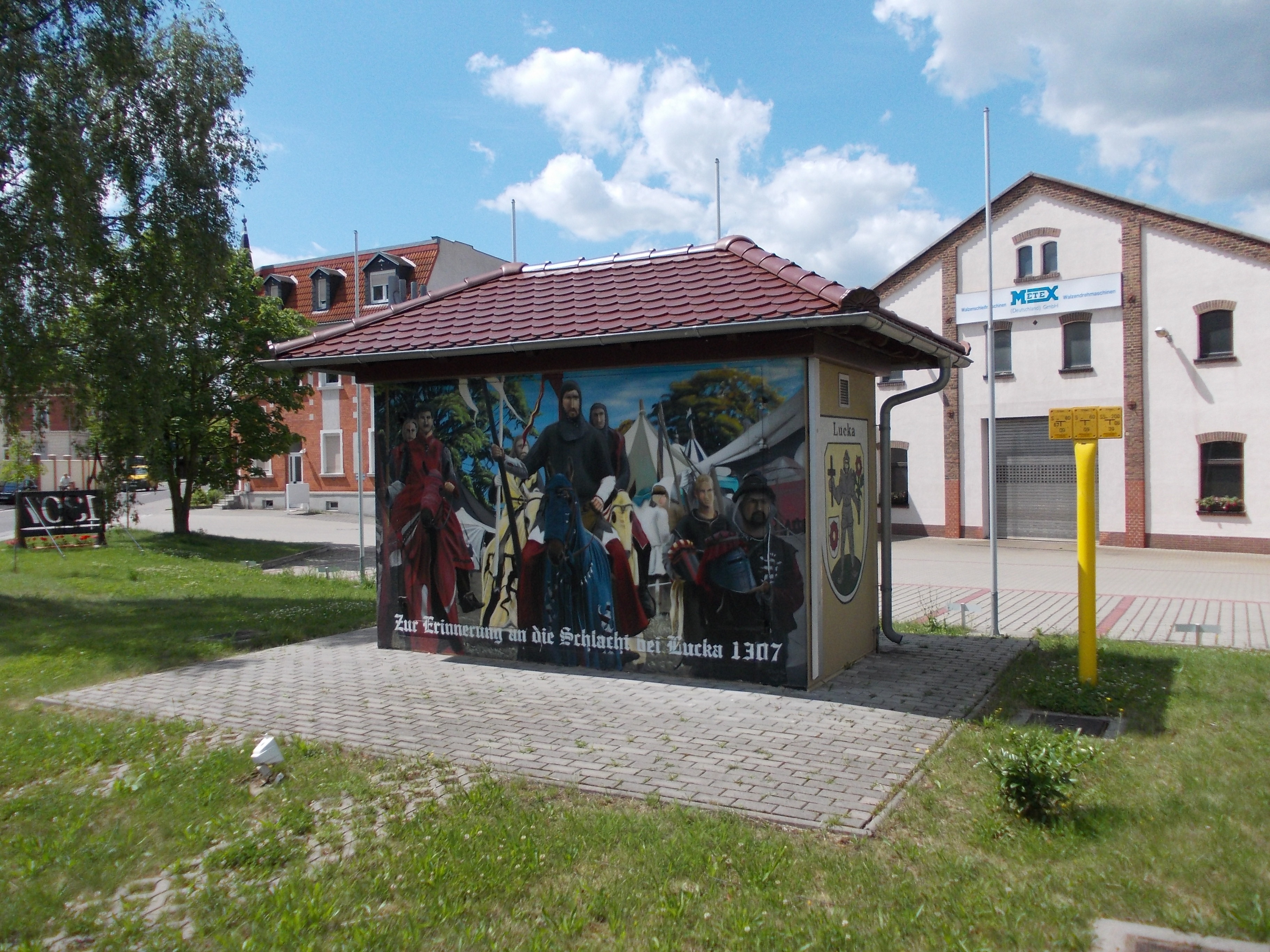
Wandbild zur Schlacht

Die Besiedlung des Gebietes um Lucka lässt sich bis in die jüngste Steinzeit (etwa 5000 bis 2500 v. Chr.) nachweisen. Lucka gewann im 12. Jahrhundert wohl von der benachbarten Burg Breitenhain aus als Zollstätte der gleichnamigen Herrschaft an der Straße von Merseburg und Pegau nach Altenburg Bedeutung. Wahrscheinlich wurde es 1284 dem Kloster Grünhain geschenkt. Erstmals urkundlich erwähnt wird Lucka in einem Schriftstück des Naumburger Schätzungsverzeichnisses im Jahre 1320 als oppidum Luckowe.
1307 siegte in der Schlacht bei Lucka Friedrich der Gebissene von Wettin gegen Albrecht I. von Habsburg und sicherte damit die Herrschaft des Hauses Wettin in Mitteldeutschland.
In wettinischen Besitz muss Lucka vor 1320 gekommen sein. Stadtrichter und Rat wurden 1431 genannt, sie hatten die Niedergerichte inne. Die Stadt war mit Wällen und drei Toren gesichert und unterstand ab 1396 dem Amt Altenburg. Ab dem 16. Jahrhundert stand Lucka mit dem Amt Altenburg aufgrund mehrerer Teilungen im Lauf seines Bestehens unter der Hoheit folgender Ernestinischer Herzogtümer: Herzogtum Sachsen (1554 bis 1572), Herzogtum Sachsen-Weimar (1572 bis 1603), Herzogtum Sachsen-Altenburg (1603 bis 1672), Herzogtum Sachsen-Gotha-Altenburg (1672 bis 1826).

### Zeit zwischen 1800 und 1933
Bei der Neuordnung der Ernestinischen Herzogtümer im Jahr 1826 kam Lucka wiederum zum Herzogtum Sachsen-Altenburg. Nach der Verwaltungsreform im Herzogtum gehörte die Stadt bezüglich der Verwaltung zum Ostkreis (bis 1900) bzw. zum Landratsamt Altenburg (ab 1900). Gerichtlich war Lucka seit 1879 dem Amtsgericht Altenburg und seit 1906 dem Amtsgericht Meuselwitz zugeordnet. Lucka gehörte ab 1918 zum Freistaat Sachsen-Altenburg, der 1920 im Land Thüringen aufging. 1922 kam sie zum Landkreis Altenburg.
Unter den Handwerkern dominierten um 1800 die Schuhmacher. 1847 begann die Handschuhfabrikation, es folgte 1896 eine Eisengießerei und nach 1900 die Herstellung von Wellpappe, gummierten Papieren und die Glasveredlung. Die Herstellung von Wellpappe und Gießereierzeugnissen hat sich in modernisierten Produktionsanlagen bis zur Gegenwart erhalten.
1875–1975 bestand Bahnverbindung mit Meuselwitz und Groitzsch. Nach dem Ersten Weltkrieg wurde Lucka immer stärker in den Bereich der Meuselwitzer Braunkohleindustrie einbezogen.

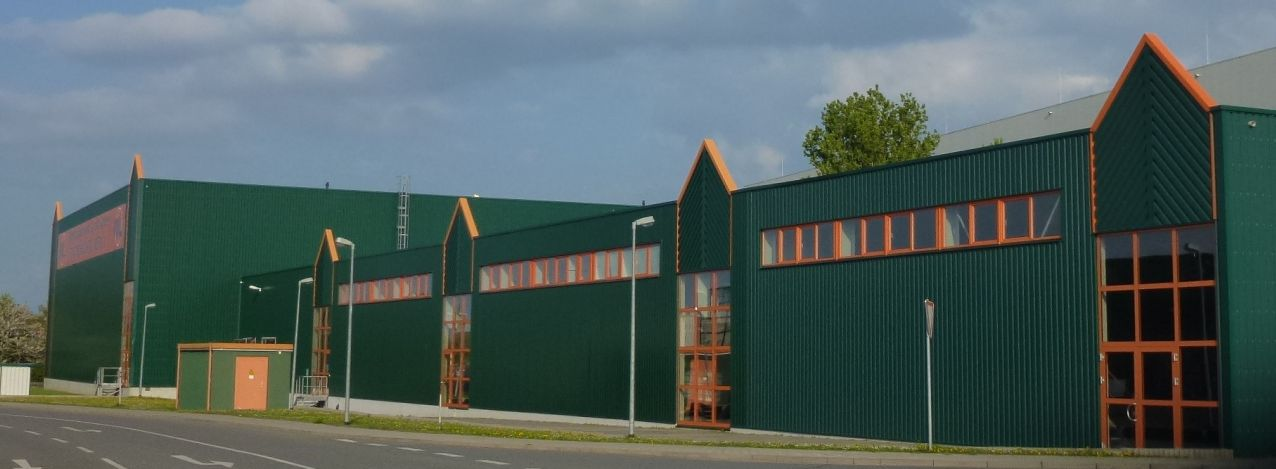
Wellpappenfabrik

1900 wurde die Leipziger Wellpapierfabrik Gräßle, Laupitz und Co. gegründet, die ab 1903 in Lucka produzierte. Nach dem Verkauf der Firma 1991 durch die Treuhand wurden neue Hallen errichtet. Die Mitarbeiterzahl wuchs wieder auf 200 Beschäftigte.

### Zeit des Nationalsozialismus
Im Gasthaus „Deutsches Haus“ waren 50 Zwangsarbeiter untergebracht, die beim Bauern Jahr, auf dem Rittergut Teuritz und bei der Firma Moll & Söhne eingesetzt wurden. Auf der Domäne Breitenhain wurden sowjetische Kriegsgefangene zu Zwangsarbeit verpflichtet, zwei von ihnen starben 1941.

### Geschichte ab 1945
Lucka war am 16. Januar 1945 Ziel eines US-Bombenangriffs. Es gab 12 Tote und Gebäudeschäden. Auch am 7. April 1945 wurde der Ort noch einmal mit Sprengbomben und einer Luftmine 4000 HC belegt, diesmal durch die britische Royal Air Force.

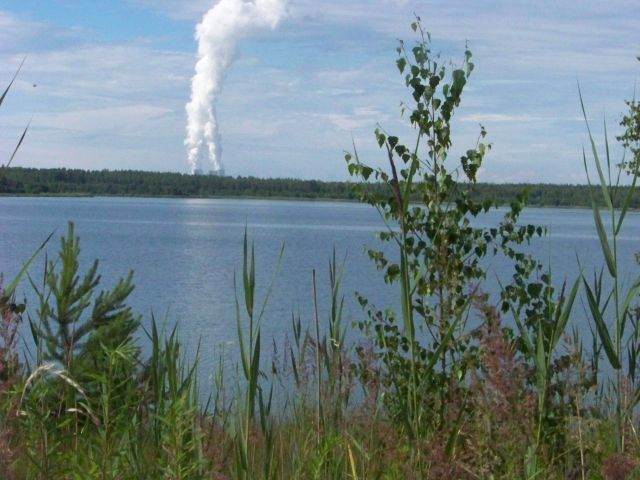
Haselbacher See, im Hintergrund das Kraftwerk Lippendorf

Bei der zweiten Kreisreform in der DDR wurden 1952 die bestehenden Länder aufgelöst und die Landkreise neu zugeschnitten. Somit kam Lucka mit dem Kreis Altenburg an den Bezirk Leipzig. Um die Stadt Lucka, die zwischen dem Bornaer Braunkohlerevier im Norden und dem Meuselwitz–Altenburger Braunkohlerevier im Süden lag, entstanden nach 1945 zahlreiche Tagebaue, u. a. die Tagebaue Schleenhain und Groitzscher Dreieck im Norden und Phönix-Ost und -Falkenhain im Süden. Vereinzelt stehen bis heute ehemalige Tagebau-Gebäude auf dem Stadtgebiet von Lucka, so zum Beispiel die Tagesanlagen des Tagesbaus Phönix, die seinerzeit zum Glaswerk Maltitz umfunktioniert wurden und wo sich heutzutage das Dreiländereck befindet. Durch den Braunkohleabbau wurde ein Großteil des Luckaer Forsts vernichtet. Nach der Rekultivierung der Restlöcher sind in der Umgebung von Lucka zahlreiche Seen entstanden, wie der der Prößdorfer und der Haselbacher See, während der Groitzscher See voraussichtlich bis 2060 geflutet wird.
Bei der Neugründung des Freistaats Thüringen im Jahr 1990 wurde Lucka als Teil des Landkreises Altenburg wieder thüringisch und gehört seit 1994 zum Landkreis Altenburger Land.

### Einwohnerentwicklung
Entwicklung der Einwohnerzahl (ab 1960: Stand jeweils 31. Dezember):
| - 1831: 1.090 - 1960: 5.787 - 1994: 5.959 - 1995: 5.877 - 1996: 5.767 - 1997: 5.621 - 1998: 5.434 | - 1999: 5.217 - 2000: 5.039 - 2001: 4.858 - 2002: 4.748 - 2003: 4.636 - 2004: 4.544 - 2005: 4.475 | - 2006: 4.398 - 2007: 4.337 - 2008: 4.255 - 2009: 4.198 - 2010: 4.086 - 2011: 4.085 - 2012: 4.031 | - 2013: 3.938 - 2014: 3.869 - 2015: 3.823 - 2016: 3.790 - 2017: 3.742 - 2018: 3.714 - 2019: 3.681 | - 2020: 3.606 - 2021: 3.553 - 2022: 3.530 - 2023: 3.500 |

Datenquelle ab 1994: Thüringer Landesamt für Statistik

## Politik

### Stadtrat
Seit der Kommunalwahl vom 26. Mai 2024 setzt sich der Stadtrat wie folgt zusammen:
- Bürger für Lucka: 9 Sitze (−1)
- AfD: 3 Sitze (+3)
- CDU: 2 Sitze (±0)
- SPD: 2 Sitze (+1)

Die Linke sowie die Luckaer Wählervereinigung traten nicht erneut zur Wahl an.
Die Wahlbeteiligung lag bei 57,6 %.

### Bürgermeister
Von 1994 bis 2001 war der SPD-Politiker Christoph Richter Bürgermeister der Stadt. Von 2001 bis 2007 bekleidete das Amt Roland Herrmann. Kathrin Backmann-Eichhorn gewann die Wahlen 2007 sowie 2013 als SPD-Mitglied und mit Unterstützung der BfL. Als Parteilose wurde sie 2019 mit 95,8 % (+ 3,3 %p) der gültigen Stimmen bei einer Wahlbeteiligung von 57,0 % (+ 16,7 %p) wiedergewählt.

### Wappen
Blasonierung: „In Gold ein gewappneter Ritter in stahlblauer Rüstung mit geöffnetem Visier auf grünem Boden stehend. Der Ritter hält in der ausgestreckten rechten Hand ein schwarzes Kreuz und in der linken Hand eine gestielte Rose; er wird rechts begleitet von einem Wappenschild, der in silbernem Felde eine rote Rose mit goldenem Stängel und grünen Kelchblättern zeigt.“
Das Wappen tauchte erstmals 1431 als Stadtsiegel auf, in dem der Ritter anstelle der Rose noch eine Geißel trug. Seit dem 17. Jahrhundert wurde die Rose der Altenburger Burggrafen als Stadtwappen geführt. Das Wappen wurde 1951 durch ein neues Wappen, auf dem ein Arbeiter mit Vorschlaghammer abgebildet war, ersetzt. Es wurde jedoch nach der politischen Wende wieder durch das alte abgelöst.

### Flagge
Die Flagge der Stadt Lucka zeigt die Farben Blau – Gold (Gelb).

### Städtepartnerschaften
- Unterschleißheim – Bayern
- Weselberg – Rheinland-Pfalz

## Wirtschaft und Infrastruktur

### Verkehr

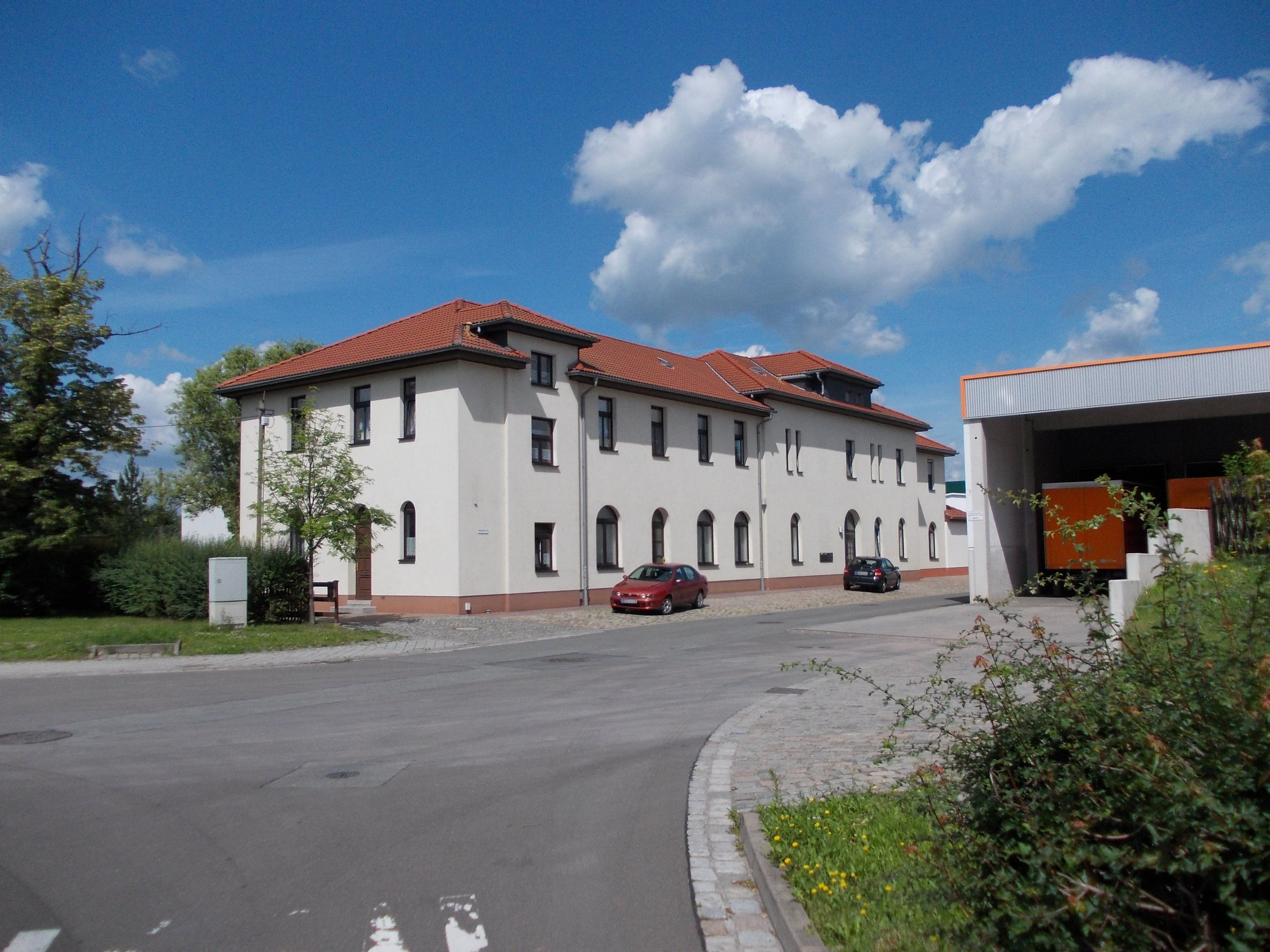
Bahnhof

Zwischen 1874 und 1993 hatte Lucka Anschluss an die Bahnstrecke Gaschwitz–Meuselwitz. Nachdem am 27. September 1976 der Reiseverkehr eingestellt wurde, erfolgte auf dem Abschnitt Lucka–Meuselwitz noch bis zum 23. Mai 1993 Güterverkehr.
Die Stadt liegt im Verbundgebiet des Mitteldeutschen Verkehrsverbundes und ist durch die THÜSAC Personennahverkehrsgesellschaft mit zwei PlusBus- sowie weiteren Regionalbuslinien angebunden.
Lucka liegt an der Landesstraße 1350, die die Bundesstraße 180 in Meuselwitz (Süden) und die Bundesstraße 176 im sächsischen Groitzsch (Norden) verbindet.

### Wasserver- und Abwasserentsorgung
Die Aufgaben der Wasserver- und Abwasserentsorgung hat die Stadt Lucka dem Zweckverband Wasserver- und Abwasserentsorgung Altenburger Land übertragen.

## Kultur und Sehenswürdigkeiten

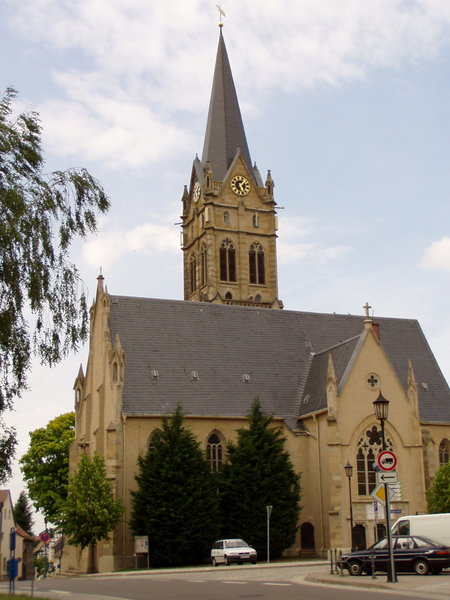
Stadtkirche von Süden

Besonders bemerkenswert ist der Luckaer Markt mit der Stadtkirche Sankt Pankratius, die erstmals 1396 erwähnt und Mitte des 17. Jahrhunderts neu aufgebaut wurde. 1891 bekam sie einen neuen Turm, der ihr heute eine Höhe von 56 Metern verleiht. Des Weiteren befindet sich hier der Wettiner-Brunnen mit seiner Löwenstatue aus dem Jahre 1908 zur Erinnerung an die Schlacht bei Lucka.
Im Ortsteil Prößdorf befindet sich ein Rittergut mit historischem Eingangstor, Nebengebäuden und mehreren in Stein gehauenen Stelen. Mit Prößdorf verbindet Lucka ein Rundweg von 7,5 km Länge.
In der Liste der Kulturdenkmale in Lucka sind alle denkmalgeschützten Bauwerke im Stadtgebiet aufgelistet.

## Persönlichkeiten

### Ehrenbürger
- Paul von Hindenburg (1847–1934), Generalfeldmarschall[14]

### Söhne und Töchter des Ortes und mit Bezug zu Lucka
- Christian Lange d. J. (1619–1662), Mediziner
- Laurentius Rinhuber (17. Jahrhundert–nach 1685), Abenteurer[15]
- Johann Joseph Winckler (1670–1722), geistlicher Dichter[16]
- Friedrich August Belcke (1795–1874), Posaunenvirtuose und Komponist
- Hermann Joseph (1811–1869), Jurist und liberaler Politiker
- Reinhold Schraps (1833–1917), Jurist und Politiker, Reichstagsabgeordneter
- Reinhold Carl (1864–1929), Maler und Bildhauer, Erschaffer des Wettinbrunnens in Lucka
- Otto Engert (1895–1945), kommunistischer Politiker
- Ernst Arthur Voretzsch (1868–1965), Diplomat, Botschafter in Tokio
- Lutz Lipkowsky (1945–2018), Holzdesigner
- Erika Zuchold (1947–2015), Turnerin